# گوراب (صومعه‌سرا)
گوراب ، روستایی از توابع بخش تولم شهرستان صومعه‌سرا در استان گیلان ایران است.
پل خشتی گوراب‌تولم در این روستا بنا شده که توسط حکام محلی در دوره قاجاریه بر روی رودخانه گازروبار احداث گردیده و  به شماره 1364 در 15 آبان ماه سال 1384 در فهرست آثار ملی کشور به ثبت رسیده است.

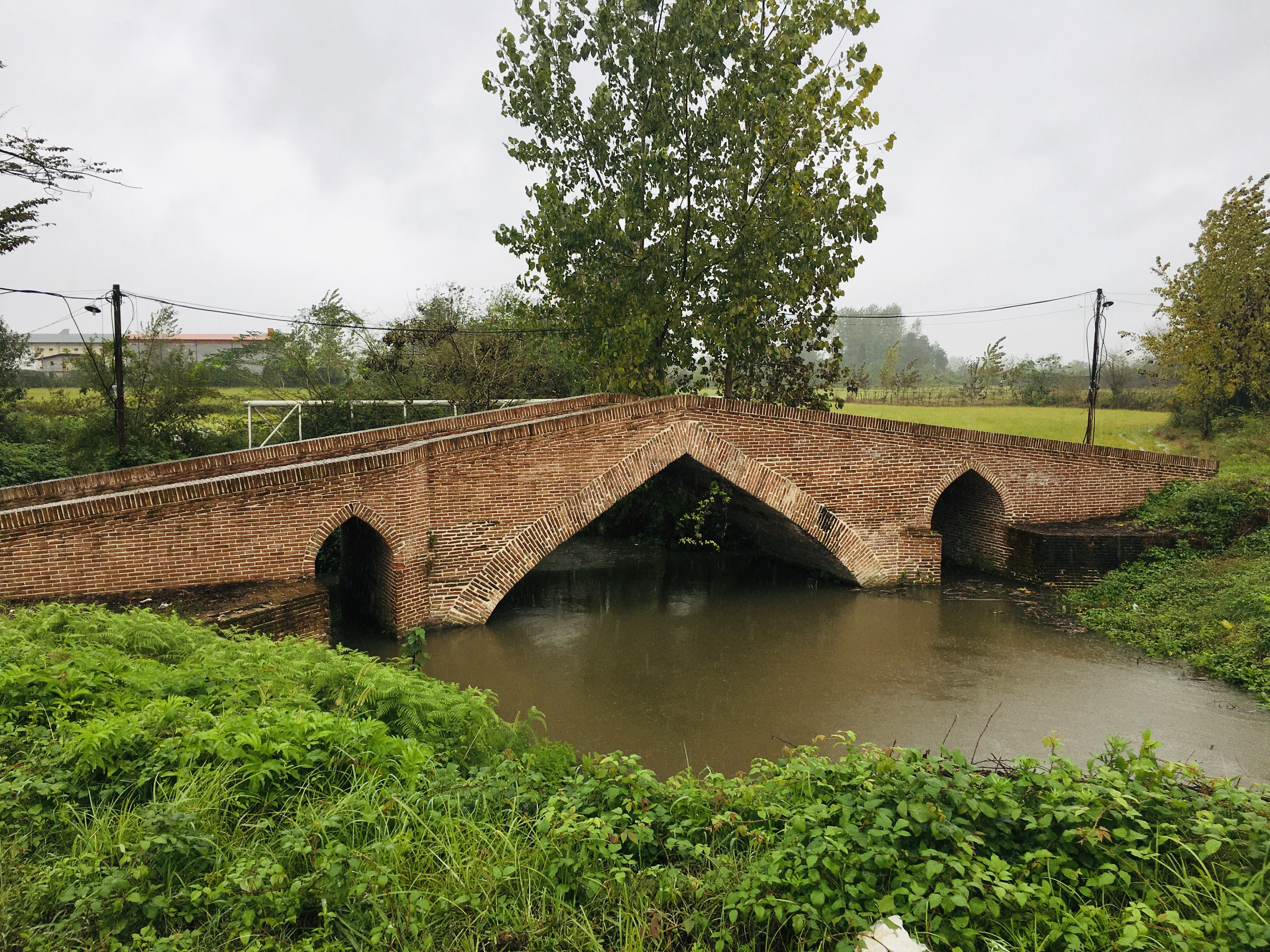
پل خشتی گوراب تولم

## جمعیت
این روستا در دهستان تولم قرار دارد و براساس سرشماری مرکز آمار ایران در سال ۱۳۸۵، جمعیت آن ۵۳۵ نفر (۱۳۶خانوار) بوده‌است.